# 推翻斯洛博丹·米洛舍维奇
斯洛博丹·米洛舍维奇的統治於2000年在南斯拉夫聯盟共和國首都贝尔格莱德被推翻，推翻過程始于9月24日2000年南斯拉夫大選之后。
9月29日，有人在Kolubara矿区罢工。 抗议活動在2000年10月5日达到高潮。来自塞尔维亚各地的数十万抗议者抵达贝尔格莱德抗议，高呼“他（斯洛博丹·米洛舍维奇）完蛋了！他完蛋了！” 与以往的抗议活动不同，此次抗議没有受到大批警察镇压。

抗议活动又被稱为“推土机革命”，因为為期一天的抗议活动中最令人难忘的一幕是，當天有一位重型设备操作员開著一輛装载机衝撞塞爾維亞廣播電視台所在的大樓[a]。 
尽管抗议活动大致和平，但仍然有2人死亡、65人受伤。 
10月5日當天，斯洛博丹·米洛舍维奇政府垮台，斯洛博丹·米洛舍维奇本人宣佈辭職。